# Kihtelysniemi
Kihtelysniemi este o arie protejată (arie specială de conservare — SAC, sit de importanță comunitară — SCI) din Finlanda întinsă pe o suprafață de 26 ha, integral pe uscat.

## Localizare
Centrul sitului Kihtelysniemi este situat la coordonatele 61°19′23″N 26°37′37″E / 61.3231°N 26.6269°E.

## Înființare
Situl Kihtelysniemi a fost declarat sit de importanță comunitară în august 1998 pentru a proteja 1 specie de animale. Situl a fost protejat și ca arie specială de conservare în aprilie 2015.

## Biodiversitate
Situată în ecoregiunea boreală, aria protejată conține 2 habitate naturale: Pante stâncoase silicioase cu vegetație casmofită, Taiga vestică.
La baza desemnării sitului se află o specie protejată de  mamifere: veveriță zburătoare siberiană (Pteromys volans).
Pe lângă speciile protejate, pe teritoriul sitului au mai fost identificate 1 specie de plante, 1 specie de păsări, 1 specie de pești.